# Região do Sul (Argentina)
A Região do Sul é uma sub-região turística da província de Misiones, na Argentina.
Está integrada pelos departamentos de Capital, Candelaria, San Ignacio, Apóstoles, Concepción e San Javier.

## Atrativos
- Museu e Arquivo Histórico de Apóstoles: Padre Diego Alfaro - Apóstoles
- Museu Histórico "Juan " - Apóstoles
- As Ruínas Jesuíticas da Missão de Santa María La Mayor - Concepción de la Sierra
- As Ruínas Jesuíticas da Missão de Nossa Senhora do Loreto - Loreto, Candelária
- Museu Regional "Aníbal Cambas" - Posadas
- Museu de Artes"Juan Yaparí" - Posadas
- Museu Municipal de Artes "Palácio do Mate" - Posadas
- Museu de Belas Artes "Lucas Braulio Areco" - Posadas
- Museu Policial - Posadas
- Museu Arqueológico e histórico "Andrés Guacurarí" - Posadas
- Museu de Ex-Combatentes de Malvinas - Posadas
- Museu de Navegación " Motonave El Guayrá" - Posadas
- Museu de Ciências Naturais e Historia del ISPARDM - Posadas
- Centro de Interpretação Regional - San Ignacio
- Museu Provincial Miguel Nadasdyv - San Ignacio
- Museu Casa de Horacio Quiroga - San Ignacio
- As Ruínas Jesuíticas da Missão de San Ignacio Miní - San Ignacio
- Museu "Batalla de Mbororé" - San Javier
- Museu Provinciano San Ignacio de Loyola - San José
- As Ruínas Jesuíticas da Missão da Redução de Santa Ana - Santa Ana
- Ilha do Meio - Posadas
- Parque Provincial Profundidade - Candelaria
- Playita do Sol - San Ignacio
- Ilha Pindo-í - Corpus